# سیاه و آبی (فیلم ۲۰۱۹)
سیاه و آبی (به انگلیسی: Black And Blue) یک فیلم آمریکایی در ژانر هیجانی به کارگردانی دیون تیلور است. از بازیگران این فیلم می‌توان به فرانک گریلو و نائومی هریس اشاره کرد.

## داستان
این فیلم، داستان یک پلیس زن سیاه‌پوستِ تازه‌کار را روایت می‌کند که به‌طور اتفاقی به افسران پلیس فاسدی برخورد می‌کند که در حال کشتن یک فروشندهٔ مواد هستند، و این اتفاق با دوربین روی لباسش ضبط می‌شود. آن‌ها او را در ادامهٔ شب دنبال می‌کنند تا فیلم را از بین ببرند، اما زمانی که از طرف یک گروه خلاف‌کاری خبر می‌رسد که آن زن پلیس، مسئول مرگ فروشندهٔ موادشان است، اوضاع بدتر می‌شود ...